# Odwilż posewastopolska

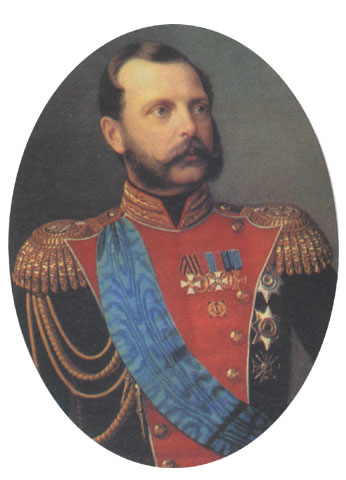
Aleksander II Romanow

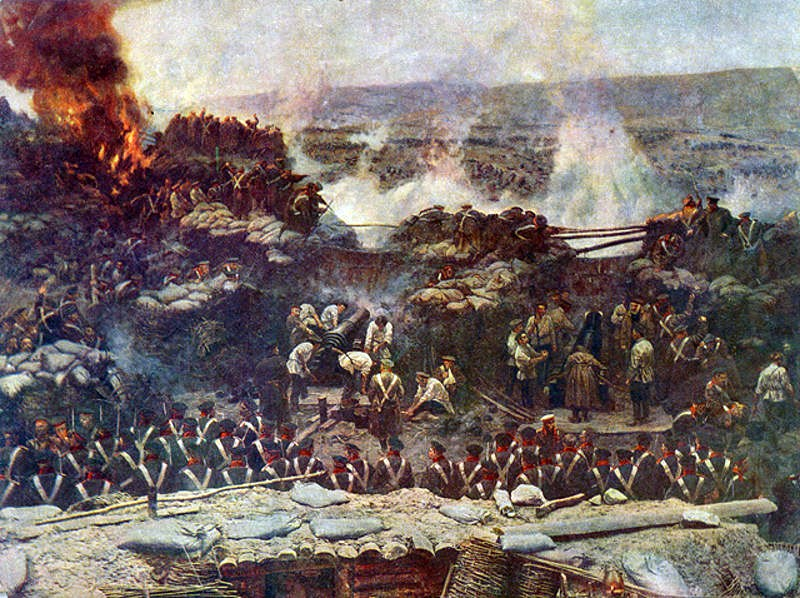
Oblężenie Sewastopola

Odwilż posewastopolska – określenie okresu w historii Rosji, który nastąpił po klęsce wojsk rosyjskich w wojnie krymskiej, toczonej z Imperium Osmańskim. Nazwa pochodzi od miasta Sewastopol, które było głównym teatrem walk i symbolem klęski. Okres odwilży przypada na lata 1860-1881.
Atmosferę reform wspierała zmiana na tronie Imperium Carskiego. Nowym władcą został Aleksander II Romanow, który zdawał sobie sprawę z narastającego niezadowolenia społecznego. W wyniku wprowadzonych przemian w ustroju, m.in. zniesiono w lutym 1861 roku poddaństwo chłopów, którzy liczyli 20 milionów ludzi, wprowadzając możliwość wykupienia ziemi, możliwość kształcenia, pracy poza rolnictwem i wyjmując spod jurysdykcji sądowej pana. Reforma ta jednak nie objęła Polski. W 1864 wprowadzono samorządy gubernialne i powiatowe, tzw. ziemstwa, uzależnione od rządu i gubernatorów, pomagające w zarządzaniu oświatą, budową dróg i gospodarką komunalną.
Ponadto skrócono do 6 lat służbę wojskową (do 3 lat dla ludzi wykształconych), zakazano tortur podczas przesłuchań, wprowadzono prawo do obrońcy, niezawisłość i nieusuwalność sędziów, złagodzono kary dla zesłańców, cenzurę i ograniczono działalność policji politycznej.
Nienaruszona pozostała natomiast idea monarchii absolutnej i samowładztwa cara. Pomimo zachowania podstaw ustroju nasiliła się aktywność stowarzyszeń demokratycznych i liberalnych, proponujących dalsze reformy ustrojowe. Lata pięćdziesiąte i sześćdziesiąte XIX wieku były także okresem masowych wystąpień chłopskich, szczególnie w 1861 roku.
Pomimo zwycięskiej wojny przeciw Turcji w 1878 r. organizacje demokratyczne oraz socjalistyczne nie odstąpiły od polityki propagowania reform. Rozwijał się także ruch spiskowców. W marcu 1881 roku działacz Narodnej Woli, Ignacy Hryniewiecki dokonał udanego zamachu na cara. Nowym władcą został Aleksander III Romanow, który powrócił do polityki despotyzmu cofając większość reform demokratycznych ojca.